# Sihelné
Sihelné es un municipio del distrito de Námestovo en la región de Žilina, Eslovaquia, con una población estimada a final del año 2024 de 2166 habitantes.
Se encuentra ubicado al norte de la región, cerca del curso alto del río Váh (cuenca hidrográfica del Danubio), de los montes Tatras y de la frontera con Polonia.

## Demografía
| Año        | 1994 | 2004     | 2014    | 2024    |
| ---------- | ---- | -------- | ------- | ------- |
| Población  | 1821 | 2017     | 2109    | 2166    |
| Diferencia |      | +10,76 % | +4,56 % | +2,70 % |

| Año        | 2023 | 2024    |
| ---------- | ---- | ------- |
| Población  | 2186 | 2166    |
| Diferencia |      | −0,91 % |